# Кен Наганума
Кен Наганума (јап. 長沼 健; 5. септембар 1930 — 2. јун 2008) био је јапански фудбалер.

## Каријера
Током каријере је играо за Фурукава.

## Репрезентација
За репрезентацију Јапана дебитовао је 1954. године. Учествовао је и на олимпијским играма 1956. За тај тим је одиграо 4 утакмице и постигао 1 гол.

## Статистика
| Јапан  | Јапан   | Јапан  |
| Година | Наступи | Голови |
| ------ | ------- | ------ |
| 1954.  | 2       | 1      |
| 1955.  | 0       | 0      |
| 1956.  | 0       | 0      |
| 1957.  | 0       | 0      |
| 1958.  | 1       | 0      |
| 1959.  | 0       | 0      |
| 1960.  | 0       | 0      |
| 1961.  | 1       | 0      |
| Укупно | 4       | 1      |